# Reakcja pilomotoryczna

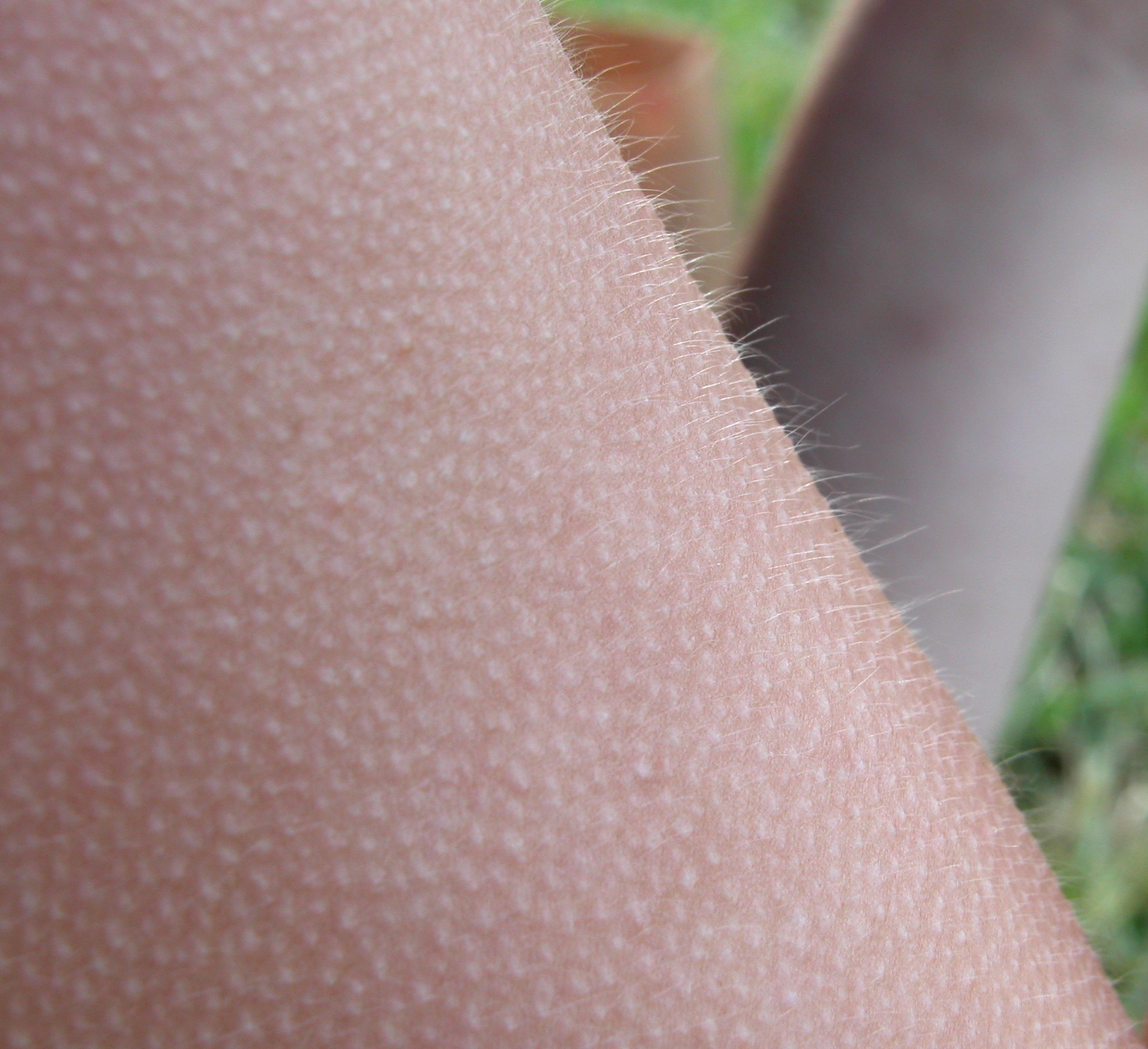
„Gęsia skórka”

Reakcja pilomotoryczna (pot. „gęsia skórka”) – skurcz mięśni przywłosowych położonych u podstaw mieszków włosowych na znacznym obszarze skóry, powodujący wyprostowanie włosów. Zjawisko to zachodzi na skutek chłodu lub niektórych bodźców psychicznych (np. strachu).